# رئیس موقت سنای ایالات متحده آمریکا
رئیس موقت سنای ایالات متحده آمریکا (انگلیسی: President pro tempore of the United States Senate) دومین مقام عالی رتبهٔ مجلس سنای ایالات متحده آمریکا است. اصل اول، بخش سوم قانون اساسی ایالات متحده آمریکا اعلام می‌کند که معاون رئیس‌جمهور ایالات متحده آمریکا، با وجود سناتور نبودن رئیس سنا است، و ملزم می‌کند که سنا رئیس موقتی برای فعالیت در غیاب معاون رئیس‌جمهور انتخاب کند. رئیس موقت سنا برخلاف معاون رئیس‌جمهور از اعضای انتخابی سنااست و قادر است در خصوص هر موضوع صحبت کند و رای بدهد. رئیس موقت که از سوی همهٔ اعضای سنا انتخاب می‌شود از امتیازات گسترده و اختیارات اندکی برخوردار بوده است. در غیاب معاون رئیس‌جمهور رئیس موقت سنا قادر به ریاست بر جلسات سناست. در عمل، معمولاً نه معاون رئیس‌جمهور و نه رئیس موقت سنا بر جلسات ریاست نمی‌کنند؛ در عوض، وظیفه مأمور رئیس جلسه به صورت گردشی به سناتورهای تازه‌کار حزب در اکثریت سپرده می‌شود تا در رویه پارلمانی تجربه کسب کنند. رئیس زمانی کنونی چاک گرسلی (جمهوری خواه-آیووا) است.

## اختیارات و وظایف
دفتر رئیس موقت بر اساس اصل اول، بخش سوم قانون اساسی ایالات متحده آمریکا ایجاد می‌شود:
سنا سایر مقامات خود و نیز یک نفر رئیس موقت را برای مواقع غیبت معاون رئیس جمهور یا زمانی که وی به جای رئیس جمهور ایالات متحده انجام وظیفه می‌نماید، انتخاب خواهد کرد.
با این که سمت رئیس موقت تا حدی مشابه رئیس مجلس نمایندگان ایالات متحده آمریکا است اختیارات آن به مراتب محدودتر است. در سنا بیشتر اختیارات در دست رهبران حزبی و تک تک سناتورهاست ولی رئیس موقت به عنوان مأمور رئیس جلسه مجاز است در غیاب معاون رئیس‌جمهور وظایف مشخصی را انجام دهد. علاوه بر این بر اساس متمم بیست و پنجم قانون اساسی ایالات متحده آمریکا رئیس موقت سنا و رئیس مجلس نمایندگان دو مسئولی هستند که در صورت عدم توانایی رئیس‌جمهور یا توانایی مجدد او به انجام وظایفش اعلامیهٔ این مسئله باید به آن‌ها تحویل داده شود. رئیس موقت سنا در خط جانشینی ریاست جمهوری ایالات متحده آمریکا پس از معاون رئیس‌جمهور و رئیس مجلس نمایندگان سوم است.